# Titius–Bodes lag
Titius-Bodes lag är ett enkelt matematiskt samband, som uttrycker att planeternas banavstånd i solsystemet ökar geometriskt med en faktor två. 
Lagen upptäcktes 1766 av Johann Daniel Titius och blev utan tillägnan publicerad 1772 av Johann Elert Bode. Somliga hävdar visserligen att den förste att föreslå sambandet var filosofen Christian Wolff redan 1724.
Titius-Bodes lag ger planeternas avstånd (banellipsernas halva storaxlar) i astronomiska enheter (AU) (ursprungligen annan matematisk formulering):
{\displaystyle a=0,\!4+0,\!3\cdot 2^{k}}
där k=-∞, 0, 1, 2, 3, 4, 5, 6, 7.
så att a blir 0,4 ; 0,7 ; 1 ; 1,6 ; 2,8 ; 5,2 ; 10 ; 19,6 ; 38,8
Lagen ger bara en uppskattning – Merkurius verkliga bana (k=-∞, 2k=0) är 0,38 AU och Mars bana (k=2, 2k=4) är vid 1,52 AU. Ceres, en dvärgplanet i asteroidbältet, ligger vid k=3 (2k=8). Alla kroppar i solsystemet passar inte in i mönstret: Neptunus är mycket närmare än vad som förutsägs, medan Pluto ligger vid det banvärde som Neptunus får.
Det finns i dag inte någon vetenskaplig förklaring till varför formeln gäller. Många hävdar att den bara är ett sammanträffande.
Titius-Bodes lag är formulerad med ett heliocentriskt solsystem i åtanke. Beräkningar av Sven-Ingmar Ragnarsson från 1994 visar att Titius-Bodes lag faktiskt stämmer bättre överens med de verkliga avstånden i en joviansk modell med Jupiter i systemets centrum.